# Port lotniczy Jervis Bay
Port lotniczy Jervis Bay (ICAO: YJBY) – port lotniczy obsługujący Terytorium Jervis Bay, w Australii, położony w miejscowości Sussex Inlet. Został otwarty w 1941 roku.